# Graue Kraterelle
Die Graue Kraterelle, auch Grauer Pfifferling oder Grauer Leistling genannt, (Craterellus cinereus, Syn. Cantharellus cinereus, Pseudocraterellus cinereus) ist eine Pilzart aus der Familie der Stoppelpilzverwandten (Hydnaceae). Die Fruchtkörper erinnern in Form und Farbe an kleine Totentrompeten (Craterellus cornucopioides), besitzen aber auf der Unterseite keine glatte Oberfläche, sondern deutliche, mehrfach gegabelte und graue Leisten. Der Pilz fruktifiziert von September bis Oktober büschelig in Laubwäldern, gerne zwischen Totentrompeten.

## Merkmale

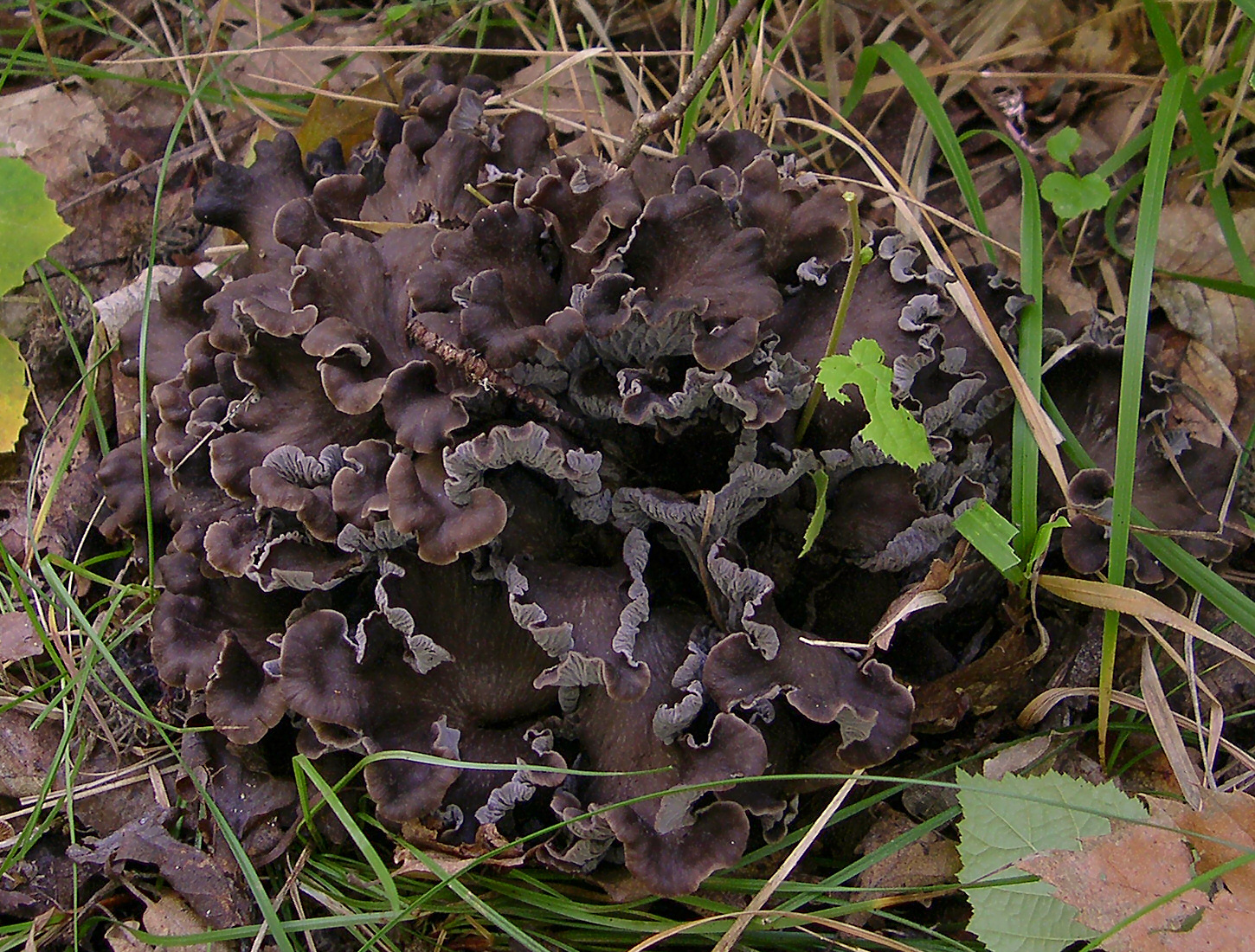
Ein Büschel Fruchtkörper der Grauen Kraterelle (Craterellus cinereus)

### Makroskopische Merkmale
Die Fruchtkörper besitzen einen 1–6 cm breiten und glattrandigen Hut. Zunächst konvex- bis flachhütig und genabelt, zeigt er bald einen trichterförmigen, bis in den Stiel durchbohrten Habitus. Die schwarz-bräunliche bis aschgraue Oberseite ist fein seidig-filzig strukturiert, in der Mitte behaart bis etwas schuppig. Auf der Unterseite befinden sich bis 1 mm breite, deutlich gegabelte und queraderig verbundene Leisten. Sie sind bläulichgrau bis aschgrau gefärbt und weiß bereift. Das Sporenpulver ist weiß bis blass gelblich. Der kahle, abwärts zugespitzte Stiel misst 3–7 cm in der Länge, 2–8 mm in der Breite und hat erst eine graubraune, dann rußgraue Farbe ohne jegliche Gelbtöne. Das blass graubräunliche, im Alter schwärzliche Fleisch ist häutig-dünn und brüchig. Geruch und Geschmack sind angenehm.

### Mikroskopische Merkmale
Die farblosen, elliptischen Sporen messen 8–10 × 5,5–6,5 Mikrometer. Die Basidien sind meist 4- bis 6-sporig. Schnallen fehlen.

## Ökologie
Die Graue Kraterelle ist ein Mykorrhizapilz, der insbesondere mit Rotbuchen aber auch mit weiteren Laubbäumen, seltener mit Nadelbäumen eine Symbiose eingeht. Die Art wächst insbesondere in Buchen-, Buchen-Tannen und Hainbuchen-Eichen-Wäldern über eher basenreichen, flachgründigen Böden. Die Graue Kraterelle tritt gesellig bis büschelig auf.

## Verbreitung
Die Graue Kraterelle ist in Nordamerika, sowie in West-, Mittel- und im südlichen Nordeuropa verbreitet. Der Graue Leistling tritt in Deutschland zerstreut auf. Die Rote Liste der Großpilze Deutschlands listet die Art als gefährdet (Gefährdungskategorie 3).

## Bedeutung
Zwar ist die Graue Kraterelle essbar und gilt als guter Speisepilz, doch aufgrund ihrer Seltenheit verdient sie Schonung.
Die Deutsche Gesellschaft für Mykologie hat die Graue Kraterelle zum „Pilz des Jahres 2012“ gewählt, um auch auf verwandte Arten wie den Echten Pfifferling aufmerksam zu machen.